# Spirit (Parser)
Spirit ist ein mittels Templatemetaprogrammierung implementierter rekursiv absteigender Parsergenerator. Die Benutzung der erweiterten Backus-Naur-Form (EBNF) in C++ wird mithilfe von Ausdrucks-Templates ermöglicht. Die Parser-Objekte werden durch Überladen von Operatoren erstellt und ergeben einen LL-Parser, der in der Lage ist, mehrdeutige Ausdrücke auszuwerten.
Spirit kann zusammen und getrennt für lexikalische Analyse sowie auch für einfaches Parsen benutzt werden.
Der Spirit-Parser ist Bestandteil der freien Boost-Bibliothek.

## Operatoren
Aufgrund von Beschränkungen seitens der Programmiersprache C++ wurde die Spirit-Syntax um die Operatoren-Rangfolge aufgebaut, wobei Ähnlichkeiten zu EBNF sowie regulären Ausdrücken erhalten bleiben.
| Syntax                  | Erläuterung |
| ----------------------- | --- |
| x >> y                  | Entspricht x gefolgt von y.                                                                                              |
| *x                      | Entspricht x null oder mindestens einmal. (Repräsentiert die kleenesche Hülle; C++ hat keinen unären Postfix-Operator *) |
| x \| y                  | Entspricht x oder y. |
| +x                      | Entspricht x mindestens einmal.                                                                                          |
| -x                      | Entspricht x null oder einmal.                                                                                           |
| x & y                   | Entspricht x und y. |
| x - y                   | Entspricht x, aber nicht y.                                                                                              |
| x ^ y                   | Entspricht x, y oder beiden zusammen (in beliebiger Reihenfolge).                                                        |
| x [ Funktionsausdruck ] | Ruft die Funktion (oder den Funktor) auf, die (oder der) function_expression zurückgibt, wenn x wahr ist.                |
| ( x )                   | Entspricht x (kann für Rangfolgen-Gruppierungen benutzt werden)                                                          |
| x % y                   | Entspricht eine oder mehrere Wiederholungen von x, getrennt durch Vorkommnisse von y.                                    |
| ~x                      | Entspricht allem außer x (nur mit Zeichenklassen wie ch_p oder alnum_p)                                                  |

## Beispiel

### Spirit.Classic
```
#include
 
<boost/spirit.hpp>

#include
 
<boost/spirit/actor.hpp>

#include
 
<string>

#include
 
<iostream>

using
 
namespace
 
std
;

using
 
namespace
 
boost
::
spirit
;

int
 
main
()

{

    
string
 
input
;

    
cout
 
<<
 
"Gib eine Zeile ein.
\n
"
;

    
getline
(
cin
,
 
input
);

    
cout
 
<<
 
"Eingabe: '"
 
<<
 
input
 
<<
 
"'.
\n
"
;

    
unsigned
 
count
 
=
 
0
;

 
/*

    Die nächste Zeile parst die Eingabe (input.c_str())

    mittels folgender Semantik

        (Einrückung entspricht dem Quellcode zwecks Übersichtlichkeit):

     Null oder mehr Vorkommnisse von (

          Buchstabenfolge "Katze" (wenn wahr, erhöhe Zählvariable "count")

      oder jedes anderen Zeichens (fortschreiten, um nächstes Vorkommnis von "Katze" zu finden)

     )

 */

     
parse
(
input
.
c_str
(),

        
*
(
 
str_p
(
"Katze"
)
 
[
 
increment_a
(
count
)
 
]

          
|
 
anychar_p

         
));

 
/*

     Der Parser wird mithilfe von Operatorüberladungen und

     Template-Matching gebaut, d.h. die eigentliche

     Arbeit wird in spirit::parse() erledigt und der Ausdruck,

     der mit * anfängt, initialisiert lediglich das Regelwerk,

     das die Parser-Funktion benutzt.

  */

    
// Zeige schließlich das Ergebnis.

    
cout
 
<<
 
"Die Eingabe hatte "
 
<<
 
count

              
<<
 
" Vorkommnisse von 'Katze'
\n
"
;

}

```

Es gibt andere Algorithmen, die zum Durchsuchen von Zeichenketten besser geeignet sind. Dieses Beispiel ist nur zur Veranschaulichung des Konzepts gedacht, wie Regeln erstellt und diesen Aktionen zugewiesen werden.

### Spirit 2.x
Das folgende Programm gibt für Eingabestrings (gegeben als Kommandozeilenargument) "OKAY" aus, wenn sie der Regel {\displaystyle \left\{a^{n}b^{n}\mid n\in \mathbb {N} _{0}\right\}} entsprechen, andernfalls "NOT OKAY":
```
#include
 
<boost/spirit/include/qi.hpp>

#include
 
<string>

#include
 
<iostream>

// shortcuts

namespace
 
qi
 
=
 
boost
::
spirit
::
qi
;

typedef
 
qi
::
rule
<
std
::
string
::
const_iterator
,
 
std
::
string
()
>
 
Rule
;

Rule
 
ab0
;

Rule
 
ab
;

int
 
main
(
int
 
argc
,
 
char
**
 
argv
)

{

    
Rule
 
ab_alias
 
=
 
ab0
.
alias
();

    
ab0
 
=
 
qi
::
char_
(
'a'
)
 
>>
 
-
ab_alias
 
>>
 
qi
::
char_
(
'b'
);

    
ab
 
=
 
(
ab0
 
|
 
qi
::
eps
)
 
>>
 
qi
::
eoi
;

    
const
 
std
::
string
 
input
 
=
 
argc
>
1
 
?
 
argv
[
1
]
 
:
 
""
;

    
auto
 
begin
 
=
 
input
.
begin
();

    
bool
 
okay
 
=
 
qi
::
parse
(
begin
,
 
input
.
end
(),
 
ab
 
);

    

    
std
::
cout
 
<<
 
"String 
\"
"
 
<<
 
input
 
<<
 
"
\"
 is "
 
<<
 
(
okay
 
?
 
"OKAY"
 
:
 
"NOT OKAY"
)
 
<<
 
".
\n
"
;

    
return
 
okay
 
!=
 
true
;

}

```